# 神戸朝鮮高級学校
神戸朝鮮高級学校（こうべちょうせんこうきゅうがっこう、コベチョソンコグプハクキョ、朝鮮語: 고베조선고급학교、英語: Kobe Korean Senior High School）は、学校法人兵庫朝鮮学園が運営する兵庫県神戸市垂水区にある朝鮮学校である。
在日コリアンの新しい世代が民族の文化と伝統に誇りを持ち、自己のアイデンティティーを確立させながら日本の地域社会や国際社会の中で豊かな共生関係を築いていくことを目指して、国際社会の発展に十分貢献できる幅広い学力、実力、能力、行動力と高い品性を兼ね備えた有能な人材育成を目的とする。
日本の高等学校に相当する教育を行っているが学校教育法における非一条校のため各種学校である。

## 校章
通称、三ペン。【由来】三本のペンは勤勉、三つのハンマーは勤労を象徴し、朝鮮民族三千万（当時の人口）を表現した。

## 沿革
- 1949年 - 神戸朝鮮中学校として設立
- 1952年 - 兵庫朝鮮高等学校を併設
- 1955年 - 校名を「神戸朝鮮中高級学校」と改称
- 1958年 - 新築した現在地（兵庫県神戸市垂水区）に移転
- 1959年 - 兵庫県知事より「学校法人兵庫朝鮮学園」として認可
- 1960年 - 生徒数の急増に伴い6教室を増築
- 1964年
  - 体育館側校舎落成（鉄筋3階建12教室）
  - 師範科を新設
- 1966年 - 校舎本棟及び事務棟落成
- 1972年 - 校名を「神戸朝鮮高級学校」と改称し、後期中等教育を専門的に実施
- 1976年 - 商業科を新設
- 1977年 - 普通科に理系コースを新設
- 1980年 - 創立30周年を記念して4つの特別教室を増設
- 1985年 - 吹奏楽部が中華人民共和国訪問公演
- 1990年 - 創立40周年を記念して文化体育室を竣工
- 1992年 - 「NHK青春メッセージ'92」で本校生徒が最優秀賞を受賞
- 1994年 - 拳闘部員が「高校総体」初出場
- 1999年
  - 蹴球部が「高校総体」兵庫県大会準優勝
  - 本校創立50周年を迎え校舎を全面改修
- 2001年 - カリキュラムを改編
- 2002年
  - 拳闘部員が「高校総体」にて初のメダル（銀）を獲得
  - ソウル特別市・全州市で行われた「在日朝鮮学生少年芸術団」の訪問公演に本校生徒が出演
- 2004年
  - 本校創立55周年記念して本校運動場及び部屋の補修工事
  - 創立55周年記念、学校法人兵庫朝鮮学園生徒たちの芸術公演（神戸文化ホール）
  - 空手部員が「国際武道大会」にて銅メダル獲得
- 2005年 - 「第21回垂水区善行少年表彰の集い」で、神戸朝高委員会（生徒会）が「青少年を地域で讃える賞」を受賞
- 2006年 - 舞踊部 兵庫のじぎく国体オープニングに参加
- 2011年 - 女子バレーボール部が全国私立高等学校バレーボール選手権大会に初出場
- 2018年 - 神戸朝高宣伝プロジェクト「BECAUSE Project」始動
- 2019年 - 創立70周年を迎える

## クラブ活動

### 体育会
- 蹴球部(Football)　※男子
- 闘球部(Rugby Football)　※男子
- 籠球部(Basketball)　※男子
- 排球部(Volleyball)　※女子
- 拳闘部(Boxing)　※男子
- 空手部　※男女

### 文化芸術会
- 舞踊部
- 吹奏楽部
- 声楽部
- 美術部

## 所在地
- 〒655-0017 兵庫県神戸市垂水区上高丸1丁目5番地1号

最寄り駅は、JR神戸線垂水駅および 山陽電鉄本線山陽垂水駅
崖下に神戸市立垂水中学校・神戸市立千代が丘小学校が隣接する。

## 生徒数
- 1994年4月の時点で610人[要出典]
- 2011年4月の時点で251人[1]
- 2018年の時点で152人[2]

## 出身者
- パクユソン - お笑い芸人、YouTuber[3][4]
- ナム・ヒョジュン ‐ 現代美術作家
- 千里馬啓徳 - 元プロボクサー
- 武本在樹 - 元プロボクサー
- 楊成太 - バレーボール選手
- 金永基 - プロサッカー選手 GK（湘南ベルマーレ）
- 金正旭 - サッカー選手 FW（HOYO Atletico ELAN大分）
- 金功青 - サッカー選手 MF（福島ユナイテッドFC）
- 金聖基 - サッカー選手 DF（水戸ホーリーホック）
- 金泰泳 - 格闘家　正道会館副館長・尼崎支部部長
- 文世一 - 京都大学大学院経済学研究科教授
- ソニン - 女優・歌手（芸能活動のため後に東京都立新宿山吹高等学校に編入）
- 雅原慶 - ミュージカル俳優